# ALEGrO

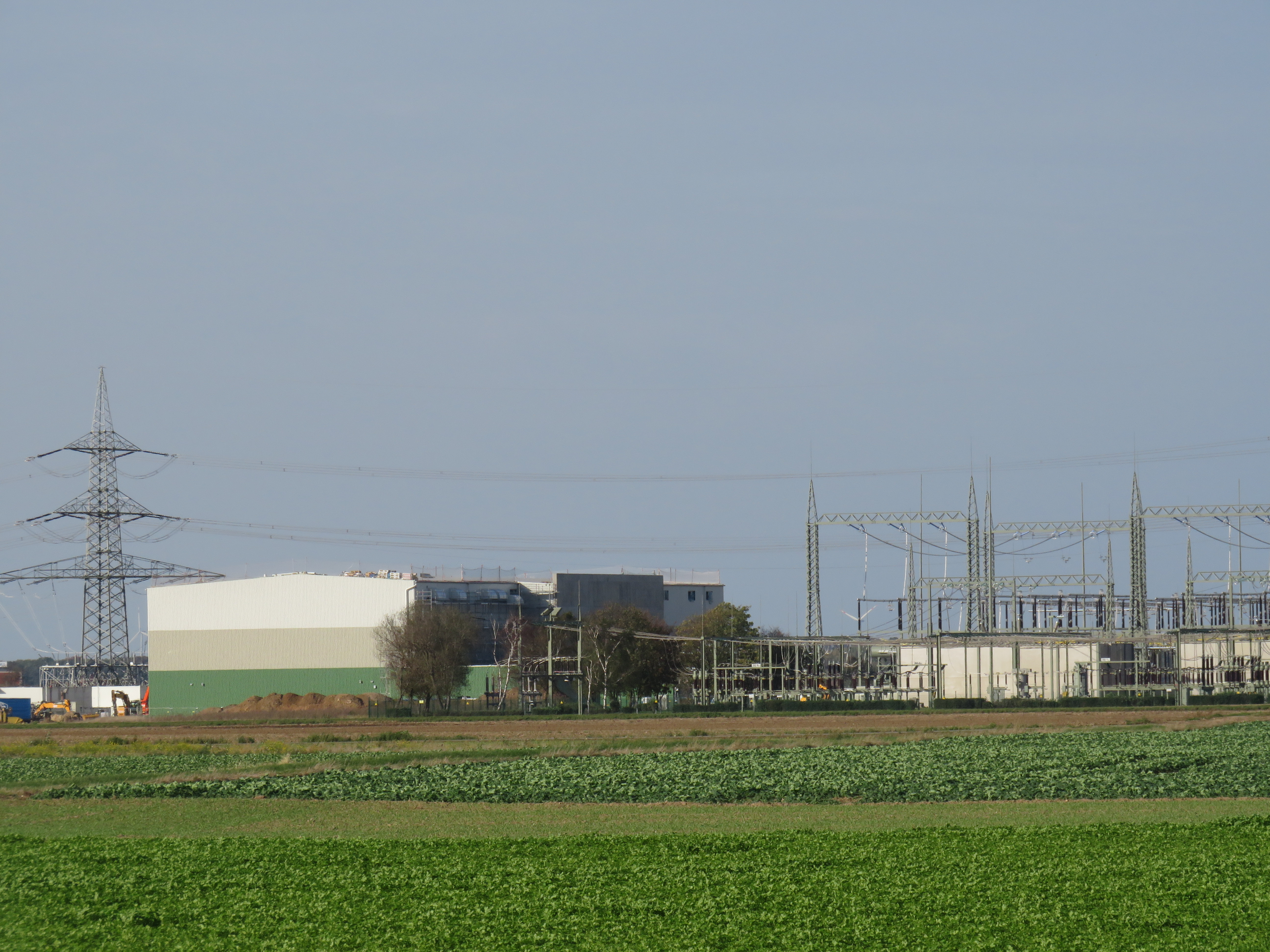
Konverterhalle in Oberzier

Das Akronym ALEGrO steht für Aachen Lüttich Electricity Grid Overlay und bezeichnet eine Hochspannungs-Gleichstrom-Übertragungsleitung (HGÜ) zwischen Oberzier im Kreis Düren, Nordrhein-Westfalen und Lixhe in der Provinz Lüttich in Belgien. ALEGrO ist als Leitungsbauvorhaben Nr. 30 Teil des Bundesbedarfsplans von 2013 und wurde von der Europäischen Kommission als Vorhaben von gemeinsamem Interesse (Projects of Common Interest) unter der Nummer 2.2.1 in der PCI-Liste der Europäischen Union geführt.

## Allgemeines

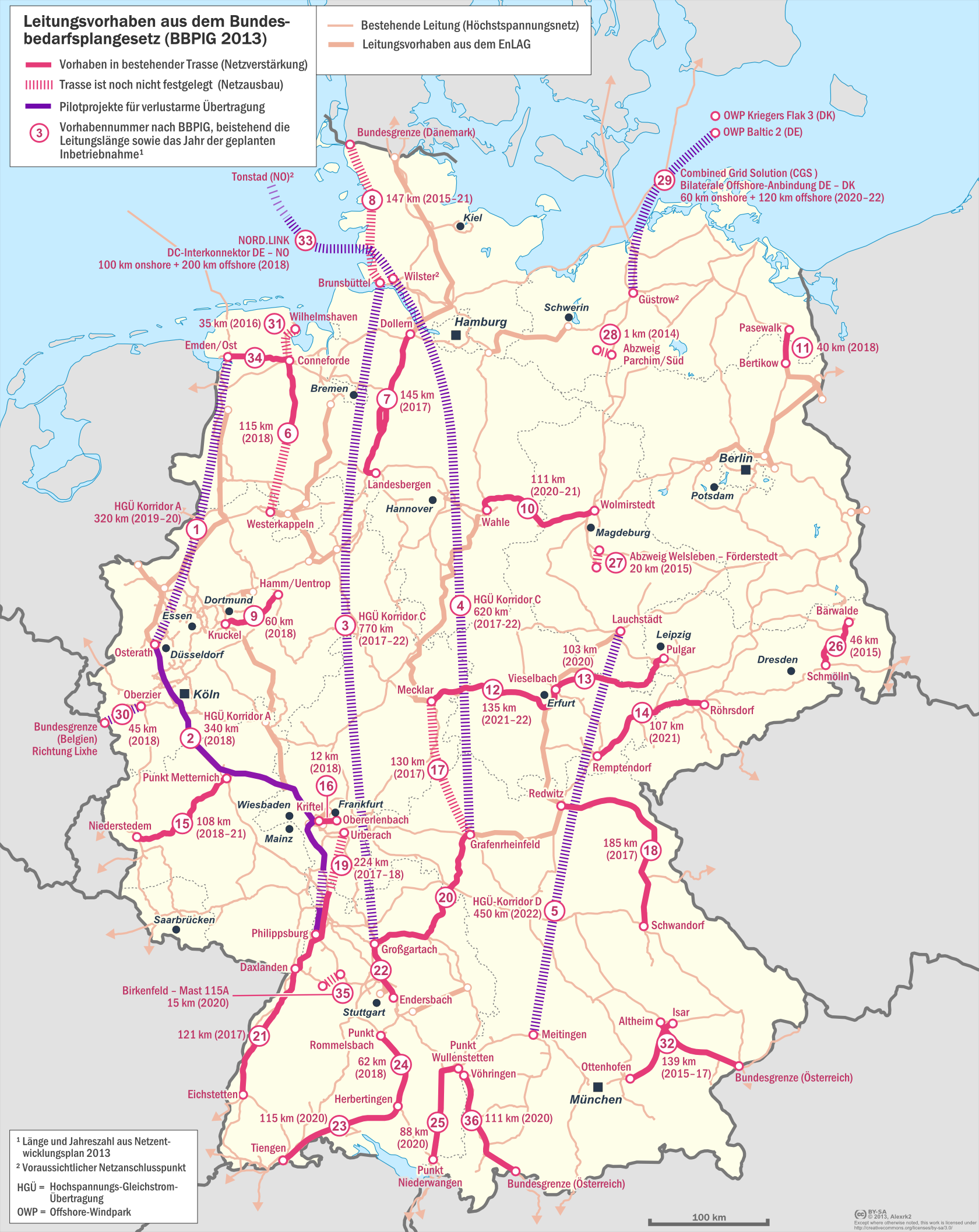
Karte der BBPlG-Vorhaben (Stand 2013). Das Projekt ALEGrO trägt die Vorhabennummer 30.

Aufgrund der Probleme mit seinen Atomkraftwerken, die bisher eine erhebliche Rolle spielen und seiner schwachen Anbindung an die Nachbarländer drohte Belgien eine Unterversorgung. Nach der Trennung der 220-kV-Leitung Weisweiler–Lutterade–Jupille gab es bis zum Bau von ALEGrO keine unmittelbare Stromverbindung zwischen Deutschland und Belgien mehr. ALEGrO ist ein Interkonnektor und trägt somit zu einer Integration des europäischen Energiemarktes bei. Hintergrund des Projekts ist auch die zunehmende Bedeutung von wetterabhängigen erneuerbaren Energiequellen wie Photovoltaik und Windenergie auf europäischen Energiemärkten: die Integration interregionaler Energienetzwerke ermöglicht eine gegenseitige Entlastung bei Engpässen. Die HGÜ-Leitung wurde in ihrer gesamten Länge von 90 km als Erdkabel ausgeführt. Auf deutschem Gebiet beträgt die Länge zwischen Oberzier und der deutsch-belgischen Grenze bei Lichtenbusch rund 40 km. Die Leitung verläuft auf der deutschen Seite weitestgehend entlang der Autobahnen A4 und A44. Endpunkt auf der belgischen Seite ist Lixhe, ein Stadtteil von Visé nahe der belgisch-niederländischen Grenze.
Ein Großteil der Leitung konnte in offener Bauweise verlegt werden. An insgesamt 32 Stellen war jedoch eine geschlossene Bauweise notwendig, beispielsweise um Straßen, Gasleitungen oder Gewässer zu queren. Der  längste Tunnel ist dabei etwa 2,8 km lang und verläuft bis zu 12 m unter der Erde.
An den beiden Endpunkten der Übertragungsleitung wurden Konverter errichtet, die die Wechselspannung in  Gleichspannung bzw. diese zurück in Wechselspannung umwandeln. Die mit IGBTs bestückten Stromrichter sind in den Umspannanlagen Oberzier und  Lixhe untergebracht. Die Übertragungsleistung beträgt 1 Gigawatt bei einer Betriebsspannung von etwa 320 kV.
Geplant und gebaut wurde die Erdkabelverbindung vom deutschen Übertragungsnetzbetreiber Amprion in Zusammenarbeit mit dem belgischen Übertragungsnetzbetreiber Elia System Operator. Die Kosten für das Projekt sollen bei ca. 550 Millionen Euro gelegen haben.

## Geschichte
Am 11. Mai 2017 beantragte Amprion bei der Bezirksregierung Köln die Durchführung des Planfeststellungsverfahrens nach dem Energiewirtschaftsgesetz. Der Planfeststellungsbeschluss, der zum Bau und den Betrieb der 320-kV-HGÜ-Verbindung berechtigt, erging am 17. Oktober 2018. Eine Klage gegen das Vorhaben wurde mit Urteil vom 20. Januar 2021 abgewiesen.
Baubeginn für ALEGrO war im Oktober 2018. Zuvor fanden bereits archäologische Untersuchungen und eine Kampfmittelräumung entlang der geplanten Trasse statt.
Die Konverterhalle wurde 2019 im Umspannwerk Oberzier errichtet. Die Bauarbeiten auf belgischer Seite wurden aufgrund einer früher vorliegenden Genehmigung bereits 2019 abgeschlossen. Auf der deutschen Seite dauerten die Bauarbeiten bis Herbst 2020 an. Die Inbetriebnahme der HGÜ-Leitung begann im Oktober 2020. Am 9. November 2020 wurde ALEGrO von Ministerpräsident Armin Laschet zusammen mit der belgischen Energieministerin Tinne Van der Straeten offiziell im Aachener Rathaus eingeweiht. Am 18. November 2020 wurde der kommerzielle Betrieb aufgenommen.

## Betrieb
Im Jahr 2022 ermöglichte ALEGrO einen Stromhandel von fünf Terawattstunden zwischen Belgien und Deutschland. Während 63 Prozent des Jahres floss dabei Strom nach Belgien, nach Deutschland während 37 Prozent des Jahres. Eine zweite Leitung ist geplant.

## Zukunft
Amprion und Elia haben im Februar 2023 eine Absichtserklärung für einen zweiten Interkonnektor zwischen Deutschland und Belgien unterzeichnet. Die zukünftige Verbindung wurde 2022 als Leitungsbauvorhaben Nr. 95 in das Bundesbedarfsplangesetz aufgenommen.